# Ignațiu de Loyola
Ignațiu de Loyola, născut Ignacio (Íñigo) López de Loyola, (n. 23 octombrie 1491, Azpeitia, Țara Bascilor, Spania - d. 31 iulie 1556, Roma) a fost principalul fondator și primul superior general al Societății lui Isus (Ordinul Iezuit). E faimos ca autor al exercițiilor spirituale.

## Date biografice
A îmbrățișat inițial cariera militară, în slujba viceregelui Navarrei. La 20 mai 1521 a fost rănit în cursul apărării Pamplonei, aflată sub asediu francez. Convalescența i-a dat ocazia de a reflecta asupra vieții sale. În anul 1522 a depus armele și titlul nobiliar pe altarul Mănăstirii Montserrat și a pornit în lume ca pelerin și călător. A petrecut circa un an de pocăință la Manresa, după care s-a îndreptat spre Ierusalim.
A fost foarte activ în promovarea Reformei Catolice. 
Este înmormântat în biserica Il Gesù din Roma.

## Omagii postume
A fost beatificat apoi canonizat în data de 12 martie 1622. Este sărbătorit în Biserica Catolică pe 31 iulie.
Este patronul provinciei Guipúzcoa.
Universitatea din New Orleans îi poartă numele.

## Publicații
- Istorisirea pelerinului. Jurnalul mișcărilor lăuntrice. Exerciții spirituale, traducere și note de Antoaneta Sabău, Iulian Budău și Marius Taloș, Polirom, 2007 - recenzie Arhivat în 26 februarie 2014, la Wayback Machine.

## Galerie de imagini

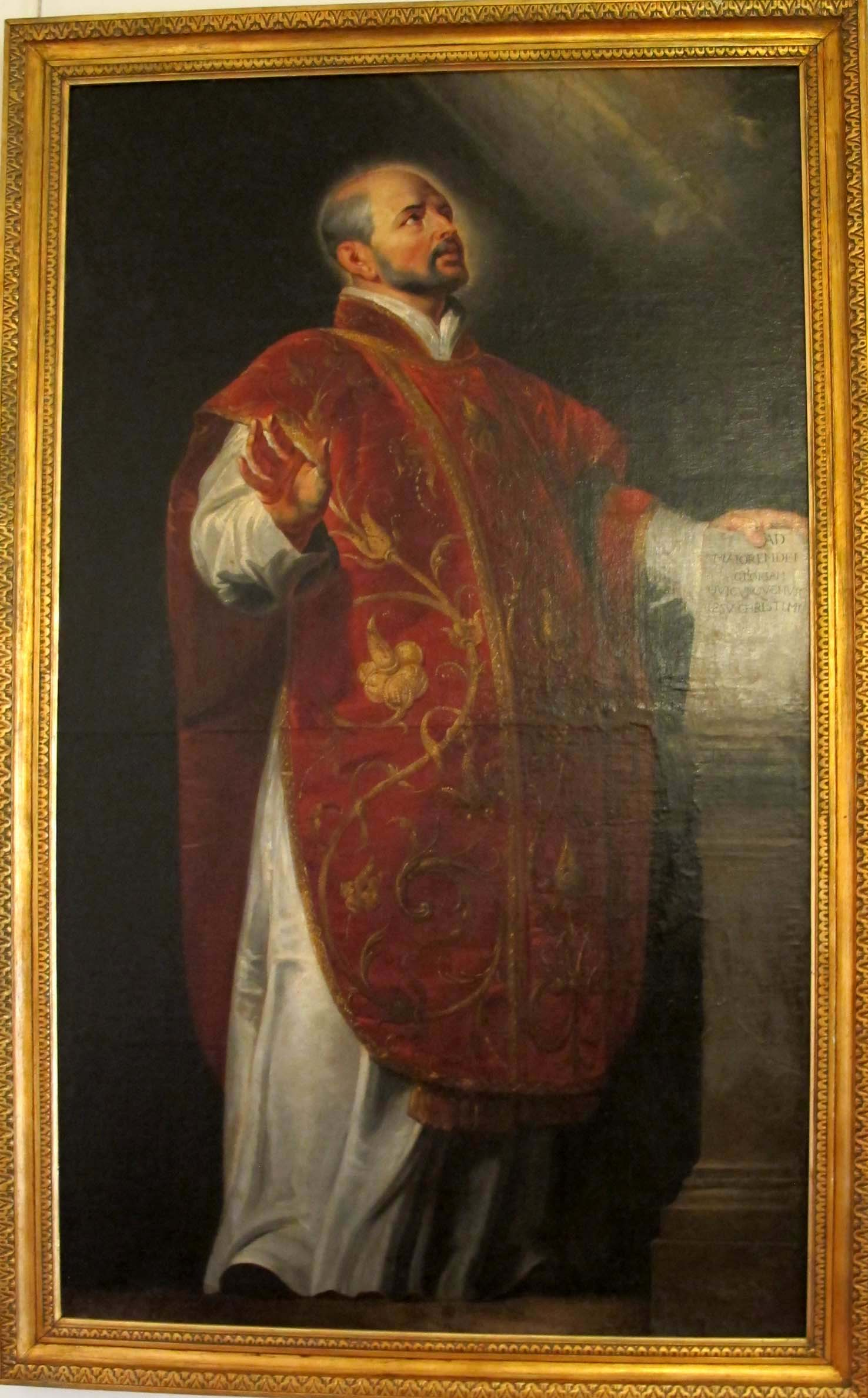
Peter Paul Rubens, Ignațiu de Loyola, Muzeul Brukenthal din Sibiu